# 梧棲漁港
梧棲漁港是位於臺灣臺中市清水區，在民國七十八年（1989年），人潮漸漸增多，原為小型漁村，因政府徵收了附近的海埔地，兼顧漁業的發展與契合社會的需求，將漁港朝生產、休閒、觀光方向發展，現在的管理單位為農業部漁業署，屬於第一類漁港。梧棲漁港是中部重要的漁業港口，也是休閒觀光的海港又稱「梧棲假日觀光漁市」。在冬至前後這熱鬧的季節，都湧進各地捕撈烏魚的船，最多可達三、四百艘；港區首創全國規模最大的魚貨直銷中心，設有魚貨直銷區128個、漁民銷售區73個、餐飲區12以上個、娛樂漁船、休憩公園及漁港周邊好遊等區，共計210多個據點，朝向多元化周邊經營。

## 漁港概況
- 漁港級數：第1類
- 泊地面積：16公頃
- 碼頭：1600公尺
- 港口：水深3～4.5公尺
- 魚獲種類：白剌、午仔魚、白帶魚、黑鯧、鰆魚、鯊魚、烏魚、鮭魚、石斑、斑節蝦、厚殼蝦、白口、紅蟳、小卷、花蟹、鯛類
  - 乾貨名特產：有魚乾、小魚干、魷魚絲、梅魚酥、魚鬆、鮪魚糖等乾貨，還有烤魷魚、燒酒螺、炸龍珠、旗魚黑輪、珊瑚草茶…等美食
- 年底本港籍漁船筏數：171艘（2003年資料）
- 全年最多之漁船筏數：260艘（2003年資料）
- 陸地面積：27公頃

## 歷史
梧棲漁港古稱「竹筏穴」因位於牛罵頭西五水叉口，故又名「五叉港」。而地方賢達雅士更取「鳳非梧不棲，非靈泉不飲，非竹實不食」的雅意，將五叉音雅化為梧棲，並以位居清水鰲峰山之西，又稱鰲西。梧棲漁港一帶原為小型漁村，漁民多從事沿海流刺網及淺海養殖。之後因為政府推動十大建設，在新建台中港同時，也徵收梧棲附近海埔地，以兼顧漁業發展需求，所以在台中港內規劃漁業碼頭區，就是現在的梧棲港。
- 1891年（清光緒十七年）：改名為「梧棲港」。
- 1937年：日治時代，擬定「梧棲港計畫事業書」、10年建港計畫，港名「新高港」。
- 1940年－1945年：日本港築計畫修正、工事60%完成。
- 第二次世界大戰末期：日本港灣工程遭轟炸損毀、不久後中華民國接管臺灣。
- 1969年12月：成立「台中港建港籌備處」。
- 1970年10月：成立「台中港建港委員會」。
- 1971年2月：成立「台中工程處」。
- 1973年10月：台中港建港工程開工。
- 1980年10月：台中港漁業碼頭建港工程開工。
- 1983年6月：建港工程完工。
- 1984年4月：台中港漁業碼頭區交付台中縣政府(現為台中市政府)管轄。
- 1984年5月：梧棲觀光漁港正式啟用。
- 1989年：碼頭工事、疏洪道增建。
- 1994年：梧棲觀光漁港漁獲直銷中心興建。

## 港灣設施

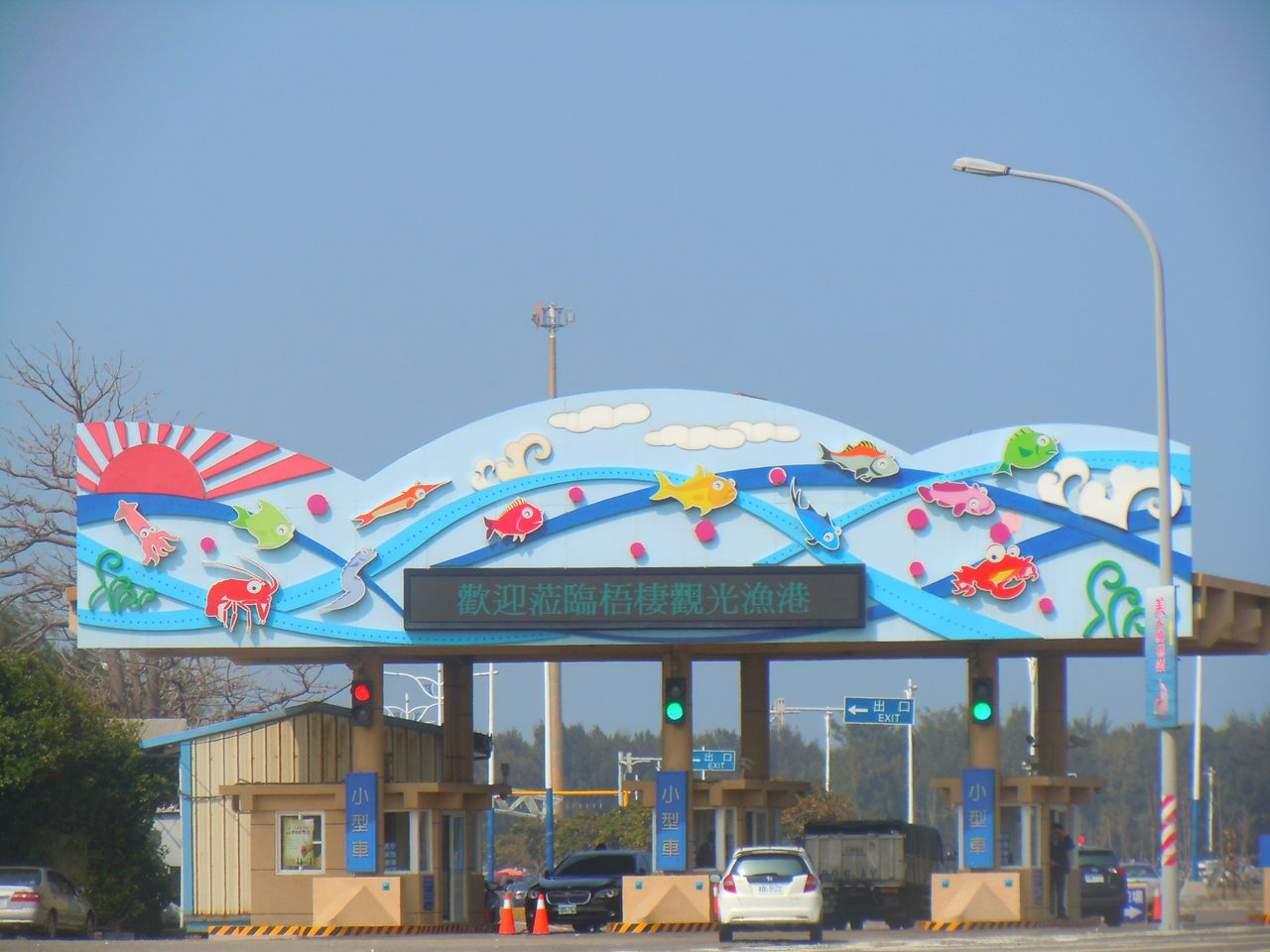
梧棲觀光漁港停車場入口
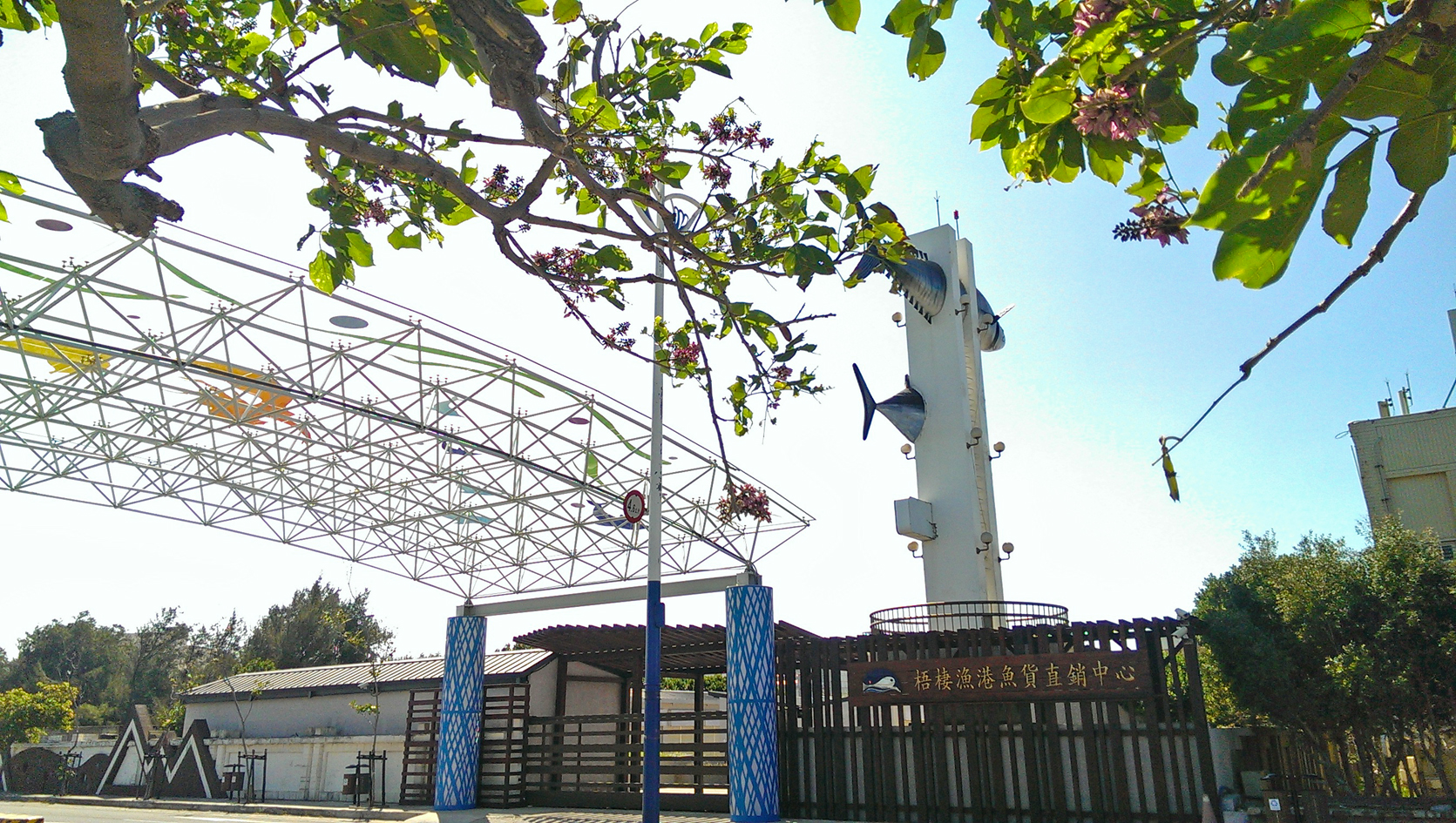
漁港入口
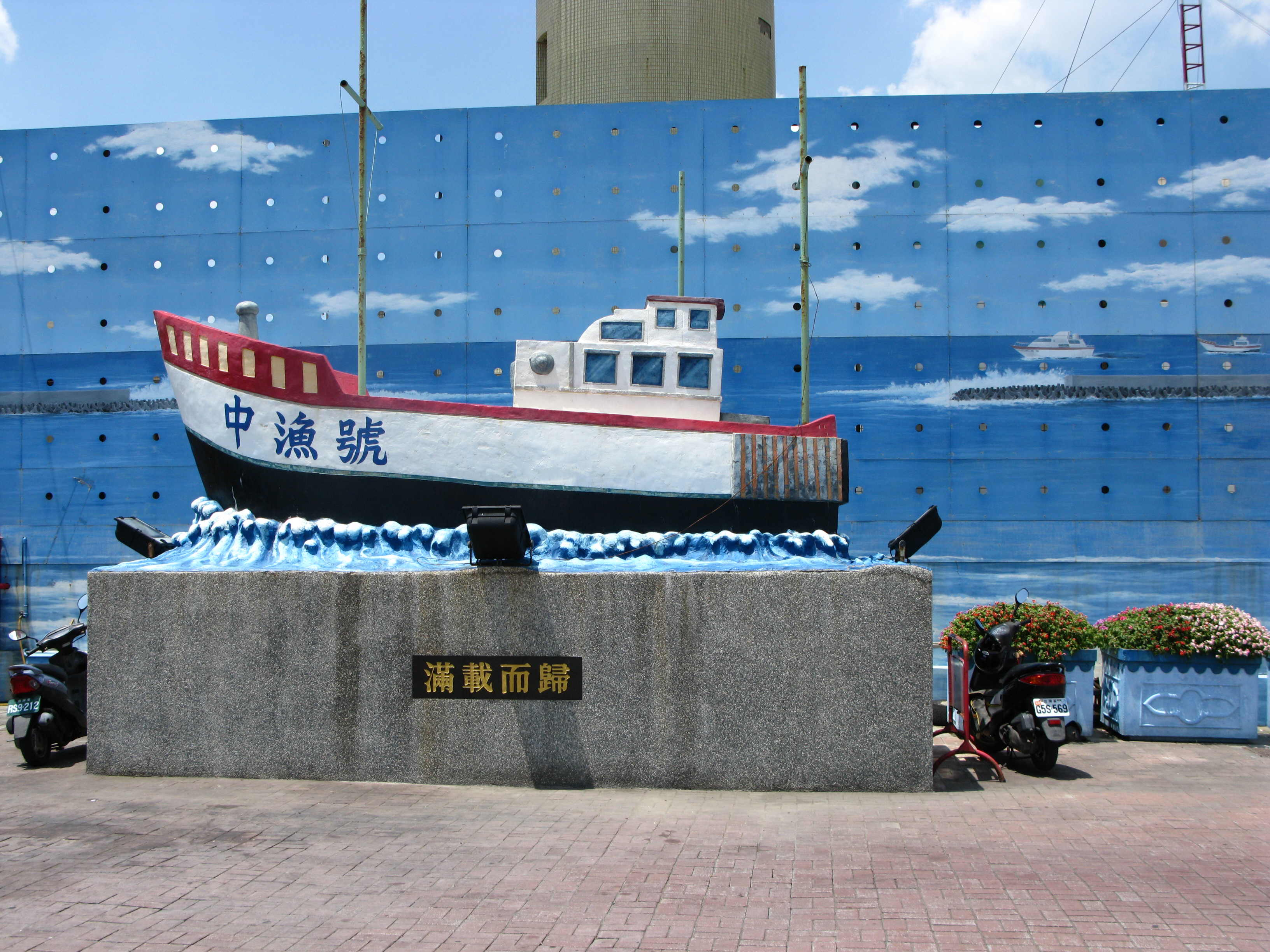
梧棲觀光漁港地標
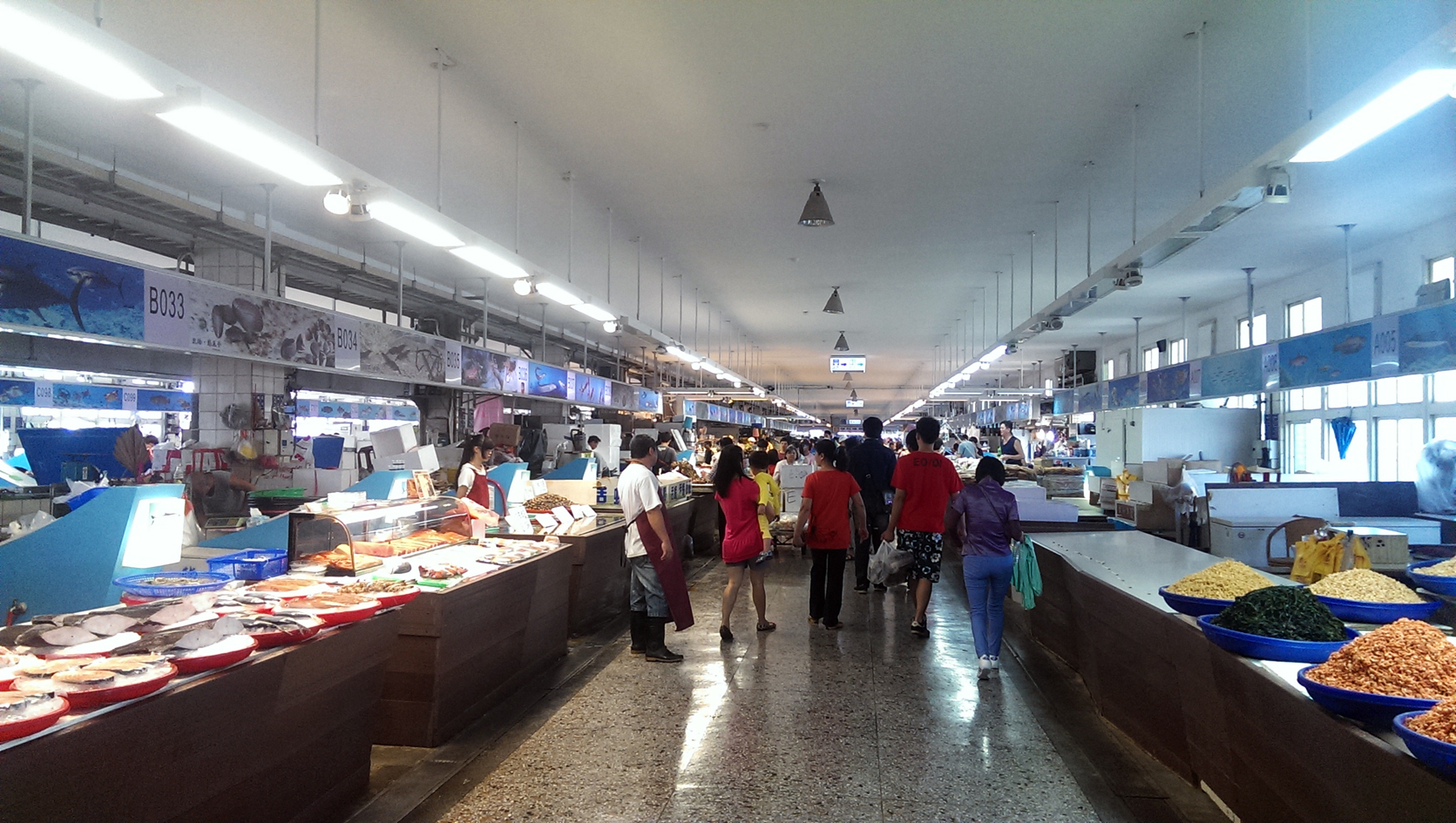
魚貨直銷中心內部
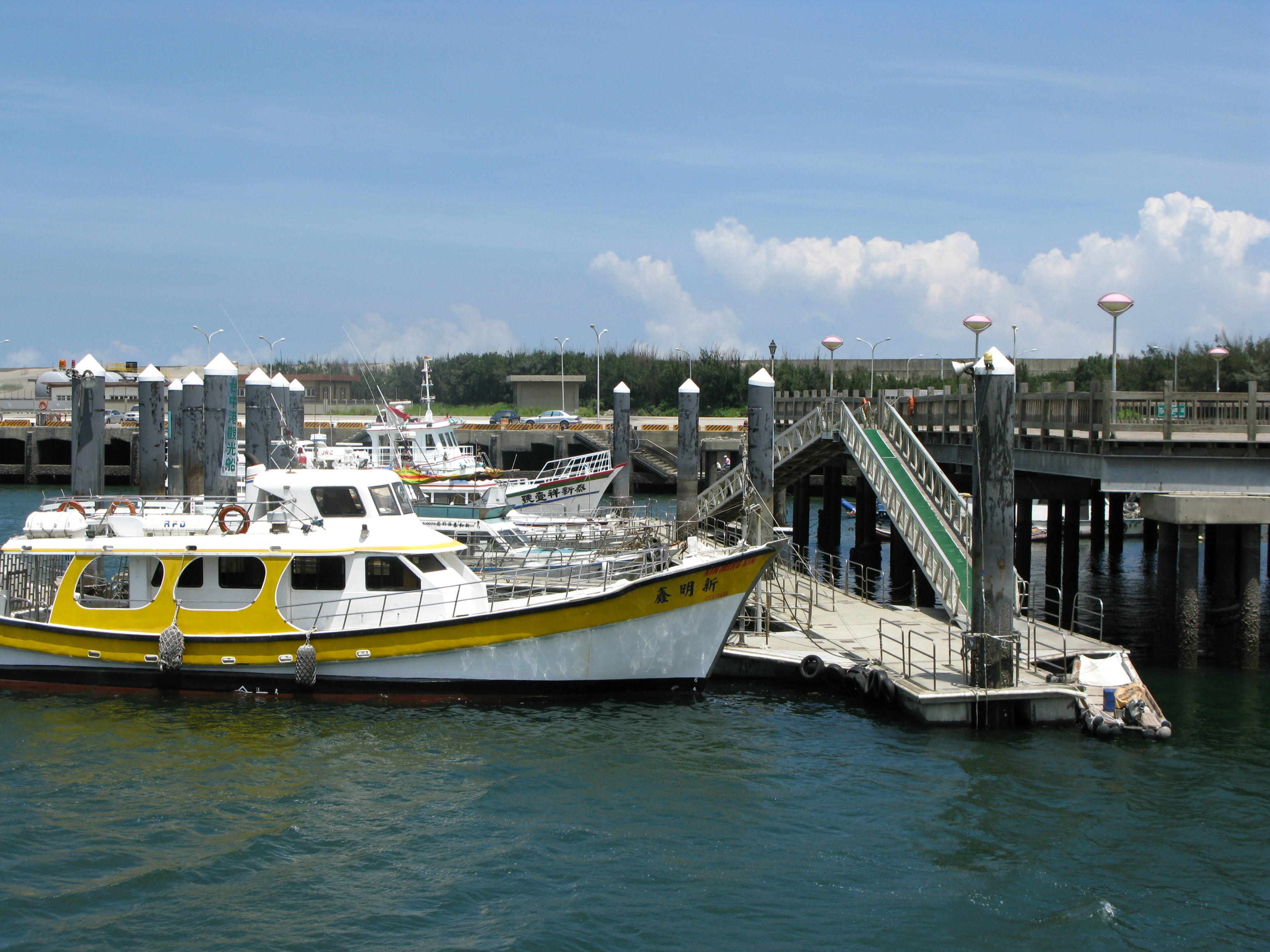
觀光碼頭
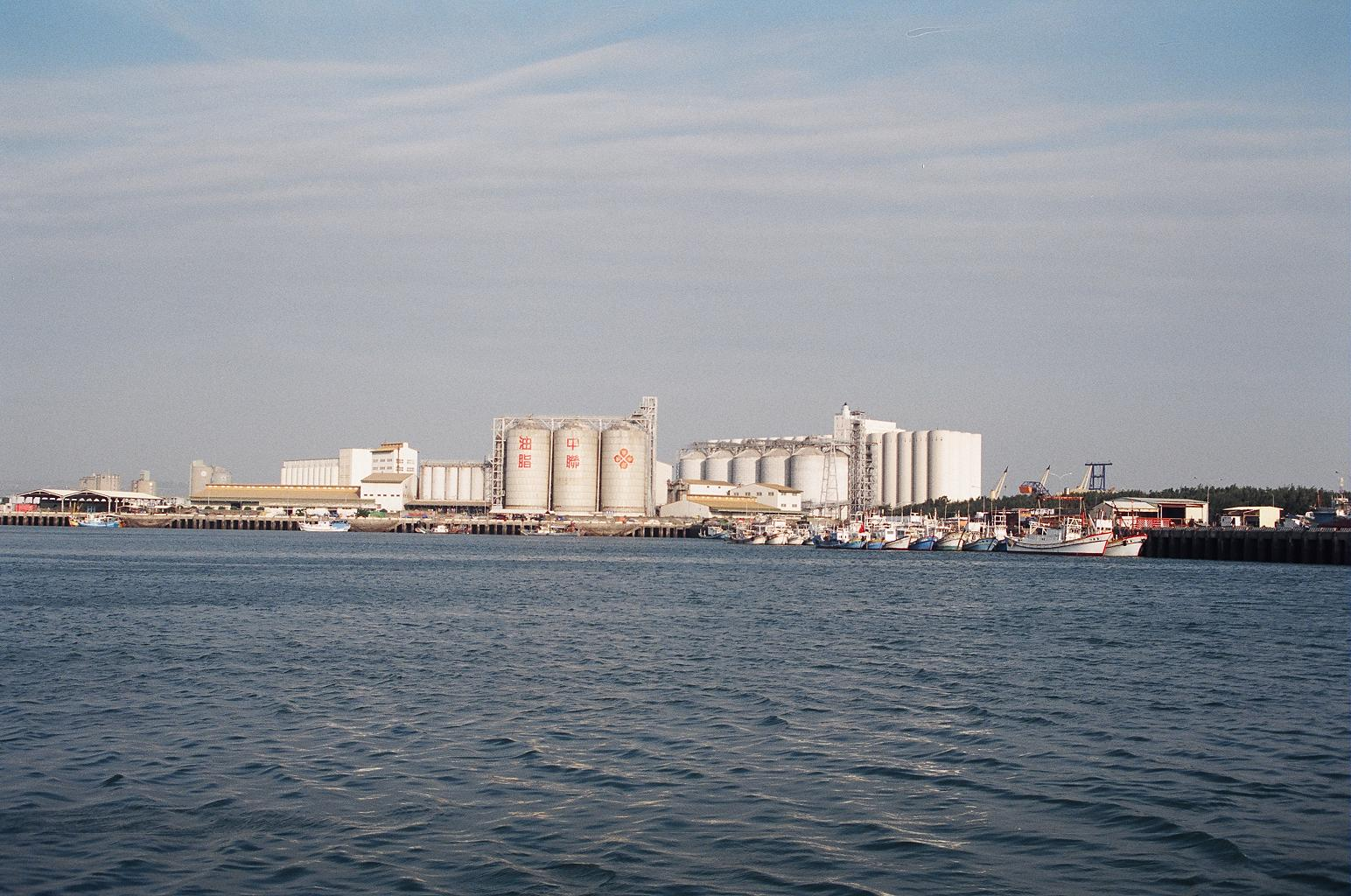
梧棲漁港
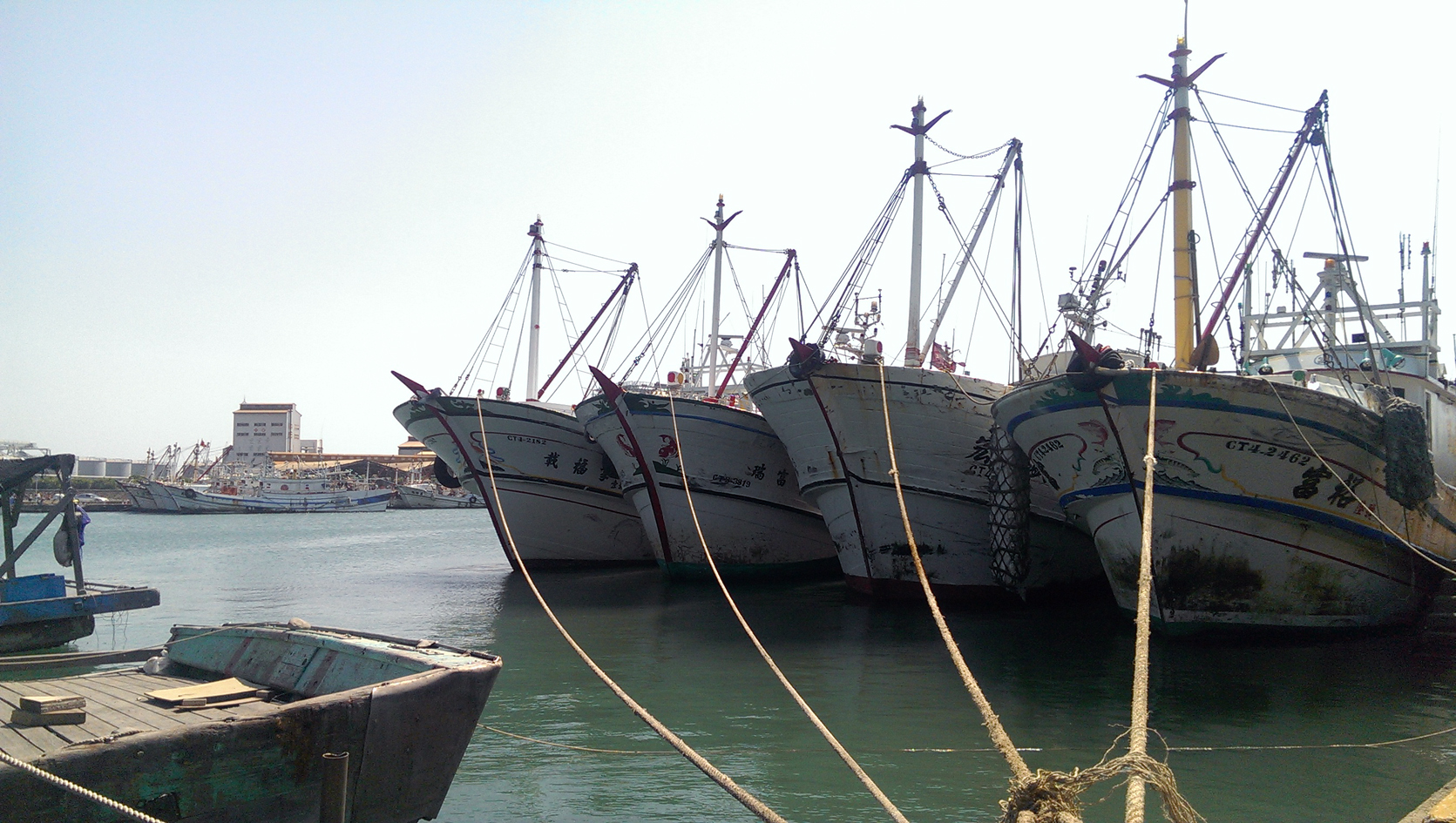
梧棲漁港

- 梧棲漁港漁獲直銷中心
- 旅客休憩區
- 漁貨銷售區
- 漁貨拍賣市場
- 餐飲區
- 漁港商店區
- 戶外的攤販區
- 休閒公園區
- 停車場

## 交通
臺中市公車
至 梧棲觀光漁港 或 臺中港北提
- 台中客運：307、309
- 豐原客運：170、183、186、239
- 統聯客運：309

- 中鹿客運：123
- 巨業交通：111、688、309

僅經梧棲市區
- 台中客運：128
- 豐原客運：238
- 巨業交通：306

## 文化
梧棲漁港是有名的烏魚子產地，梧棲農會大樓五樓展出當地發展的漁業歷史與漁具、漁船等文物，包括先人從中國大陸渡海來台的歷史，宗教上對媽祖的信仰，特別介紹漁船船筏合力捕撈烏魚，曬製烏魚子的流程。